# 河东街道 (哈尔滨市)
河东街道是中国黑龙江省哈尔滨市阿城区下辖的一个街道。